# José Lago Millán
José Lago Millán (niekiedy Lago Millón) (ur. w 1893 w Pontevedrze - zm. ?) - trener argentyński.
Prowadził reprezentację podczas turnieju Copa América 1927, gdzie Argentyna zdobyła mistrzostwo Ameryki Południowej. Kierowana przez Millána drużyna odniosła komplet trzech zwycięstw - 7:1 z Boliwią, 3:2 z Urugwajem i 5:1 z Peru.
Rok później kierował reprezentacją podczas Igrzysk Olimpijskich w 1928 roku, gdzie Argentyna zdobył srebrny medal. Drużyna Millána przebojem dotarła do finału gromiąc po drodze 11:2 USA, 6:3 Belgię i 6:0 Egipt. Dopiero w finale Argentyna trafiła na równorzędnego rywala - broniących tytułu mistrza olimpijskiego Urugwajczyków. W pierwszym meczu był remis 1:1 i dopiero w drugim spotkaniu Urugwaj wygrał 2:1 i Argentyna musiała zadowolić się drugim miejscem. Po przegranym finale olimpijskim Millán przestał być trenerem reprezentacji, a jego miejsce zajął Francisco Olazar.
W latach 1927–1928 reprezentacja Argentyny pod wodzą Millána rozegrała 13 meczów, wygrywając 8, remisując 3 i ponosząc 2 porażki. Zdobyła 44 bramki i straciła 15 goli.